# Hoffnungsthal (South Australia)
Der kleine Ort Hoffnungsthal wurde 1847 von deutschen Aussiedlern in South Australia etwa 70 km von Adelaide entfernt im Barossa Valley gegründet. Der Ort wurde infolge einer heftigen Überflutung im Oktober 1853 zerstört und musste aufgegeben werden.
214 Immigranten, darunter 40 Bauern und 14 Bergleute, kamen am 17. März 1847 in Port Adelaide in Australien auf dem Schiff Heloise an, das von der South Australia Company gechartert worden war und in Bremen abgelegt hatte. Die Immigranten waren lutherischen Glaubens und von ihnen hatten sich 30 für eine Pacht von Land im Hoffnungsthal entschieden.
Innerhalb kurzer Zeit hatten die neuen Siedler dort Hütten aufgebaut, etwa 200 Acres zu Farmland verwandelt und bereits im Oktober eine Kirche erbaut. Sie siedelten in diesem Gebiet, obwohl die dort lebenden Aborigines vor auftretenden Fluten gewarnt haben sollen. Der Ort hatte in seiner Hochzeit 37 Bauernhäuser mit Nebengebäuden, eine Kirche, Schule und einen Friedhof. Laut Informationstafel vor Ort deckte die Fläche von 392 Acres ab und wurde später zu den Abschnitten 567 und 568 der Hundred of Barossa. Die Hauptstraße der Siedlung verlief von Nordosten nach Südwesten durch den Ort und wurde an ihrem südlichen Ende von einer eingezäunten Straße gekreuzt, die ebenfalls die Hoffnungsthaler Ebene durchquerte. Ein strohgedecktes Holzhaus mit Lehmverputz in der Nähe dieses Abschnittes diente gleichzeitig als Kirche und Schule. Am anderen Ende der Hauptstraße befand sich der Friedhof der Gemeinde, der von einem weißen Pfahlzaun umgeben war. Die dortigen Gräber waren teilweise ebenfalls mit schmiedeeisernen Geländern umgeben und mit gewöhnlichen Grabplatten mit Namen und Widmungen versehen. Bis Anfang des 20. Jahrhunderts waren die meisten Spuren des Friedhofs verschwunden.
Das ursprüngliche Siedlungsgebiet wurde ab dem 14. November 1862 Gottlieb Miebus zugeschrieben. Die Kirche, die auf einer Geländeerhöhung aufgebaut war und deswegen die Flut überstand, wurde bis 1867 genutzt. 
Während des Ersten Weltkriegs erhielt das Gebiet den Namen Karrawirra und wurde 1975 wieder in Hoffnungsthal zurückbenannt.